# Синицын, Дмитрий Фёдорович
Дми́трий Фёдорович Сини́цын (23 февраля 1871, с. Троицкое Мелитопольского уезда — 19 октября 1937, Лос-Анджелес) — русский и американский биолог, профессор, доктор биологических наук, первый ректор Нижегородского государственного университета.

## Биография
Учился в Таврической духовной семинарии. В 1897 году окончил физико-математический факультет Варшавского университета; со старшего курса до 1906 года был хранителем зоологического музея. 15 августа 1897 года женился на дочери губернского секретаря Антонине Антоновне Ивашкевич.
С 1 мая по 15 июня 1900 года был в командировке — знакомился с зоологическими музеями Западной Европы. С 11 декабря 1901 г. по 7 января 1902 г. участвовал в съезде русских естествоиспытателей и врачей в Санкт-Петербурге.
Экзамены на степень магистра зоологии сдал в 1902 году в Новороссийском университете; 18 мая 1906 года защитил магистерскую диссертацию в Санкт-Петербурге и в конце ноября переехал из Варшавы в Москву, где был зачислен приват-доцентом физико-математического факультета Московского университета. С октября 1906 года преподавал естественную историю в гимназии Медведниковых; с 1 июля 1907 года — преподаватель естествознания и географии в Московской женской гимназии им. Л. О. Вяземской.
В 1911 году защитил докторскую диссертацию в Санкт-Петербургском университете. Магистерская и докторская диссертации Д. Ф. Синицына вместе с другими его работами по филогении трематод были опубликованы в русской и зарубежной печати. Для внедрения в практику исследований по биологии гельминтов по его инициативе в Москве, на средства земства, была создана первая в России ветеринарная гельминтологическая лаборатория по борьбе с гельминтозами домашних животных.
В 1911 году покинул университет вместе с рядом других профессоров из-за недовольства реакционной деятельностью министра народного просвещения Л. А. Кассо (Дело Кассо). Преподавал в Народном университете Л. И. Шанявского. В 1916 году был приглашён З. М. Таланцевым в Нижегородский Народный университет; периодически приезжал в Нижний Новгород для чтения лекций по биологическим дисциплинам и к апрелю 1917 года вместе со своей женой Людмилой Ивановной окончательно переехал в Нижний Новгород, возглавив Народный университет. Здесь же он преподавал в варшавском политехникуме, а также был директором открытых в октябре 1917 Высших сельскохозяйственных курсов. После слияния по его же предложению всех трёх организаций в 1918 году Синицын возглавил образовавшийся при этом Нижегородский университет.
В 1920—1921 годы — профессор Таврического университета, в 1922—1923 — Крымского сельскохозяйственного института, в мае 1923 — августе 1924 — Минского сельскохозяйственного института.
С 1925 года вместе с женой Людмилой Ивановной Синицыной эмигрировал сначала в Западную Европу, а потом в США — работал препаратором в Американском естественно-историческом музее в Нью-Йорке; с 1928 по 1931 — зоолог в сельскохозяйственном департаменте штата Вашингтон — занимался проблемами ветеринарной гельминтологии; открыл и описал при ревизии коллекции тропических ящериц новый вид: Neusticurus ocellatus Sinitsin, 1930.
В 1930-е годы переехал на западное побережье США и в школе медицины Лос-Анджелесского университета занимался изучением простейших, паразитирующих в кишечнике человека.
Умер в Южной Калифорнии 19 октября 1937 года от болезни сердца. Похоронен на Сербском кладбище в Колме.
Ученики и соратники Д. Ф. Синицына: Э. К. Рейзин, И. Ф. Гайлит, А. А. Скворцов, В. И. Жадин